# Paratachycines xiai
Paratachycines xiai är en insektsart som beskrevs av Zhang, Feng 2009. Paratachycines xiai ingår i släktet Paratachycines och familjen grottvårtbitare. Inga underarter finns listade i Catalogue of Life.